# Manifest dels bahutu
El manifest dels bahutu (francès Manifeste des Bahutu, Note sur l'aspect social du problème racial indigène au Rwanda) va ser un manifest polític d'una dotzena de pàgines, redactat per nou intel·lectuals hutu el 24 de març de 1957 i adreçat al vice-governador general de Ruanda, on denuncia « l'explotació » de la qual els hutus eren víctimes, en resposta al Manifest dels Tutsi del qual el títol original era Mise au point i que va ser dirigit a la Missió Visitant de les Nacions Unides a Ruanda.
Aquest Manifest es publica en un país on els tutsis (que representen el 14% de la població ruandesa) exerceixen una dominació política sobre el hutu (83% de la població). Aquesta dominació està permesa per la creença, compartida per tothom, que els Tutsis són ibimanuka, «caiguts del cel», que haurien portat els principis de la civilització als hutu, els «trobats al lloc». Sota l'ímpetu de l'Església Catòlica Romana, en la persona d'André Perraudin, les elits hutus es beneficien d'un treball progressiu de «conscienciació» que els portarà a considerar-se iguals als tutsis i voler emancipar-se de la seva tutela. Finalment, Bèlgica es va embarcar el 13 de desembre de 1946 amb un acord signat amb l'Organització de les Nacions Unides per guiar Ruanda-Urundi a la independència. Algunes mesures adoptades havien d'afavorir un procés democràtic. Una d'elles, l'1 d'abril de 1954, és la supressió l'ubuhake, un contracte de servitud ramadera molt desfavorable per als hutus. Però, en realitat, aquesta reforma no és seguida del repartiment de terres. L'abast limitat d'aquesta mesura pot haver contribuït, sens dubte, a una consciència més ràpida de la inferioritat social i numèrica hutu. És en aquest context quan es publica el Manifest dels Bahutu, que pot aparèixer com a punt de partida de l'acció política hutu. Es tradueix en demandes socials aparentment moderades i en la radicalització de l'oposició Hutu-Tutsi.

## Reivindicacions moderades en aparença
El 24 de març de 1957, nou intel·lectuals hutus van prendre la paraula per expressar demandes socials aparentment moderades.
El manifest dels bahutu està escrit per nou intel·lectuals compromesos: Maximilien Niyonzima, Grégoire Kayibanda, Claver Ndahayo, Isidore Nzeyimana, Calliope Mulindaha, Godefroy Sentama, Sylvestre Munyambonera, Joseph Sibomana i Joseph Habyarimana. Aquests hutus són cristians compromesos. De fet, la majoria d'ells sortien del seminari. Kayibanda, Nzeyimana i Habyarimana fins i tot van rebre formació per al sacerdoci. D'altra banda, Kayibanda i Niyonzima eren els editors del diari Kinyamateka, la publicació oficial de l'Església i l'únic diari real de Ruanda. Finalment, Mulindahabi era secretari del bisbe de Kabgayi i dirigia amb Kayibanda l'Acció Catòlica.
A priori, les reivindicacions socials que expressen són moderades. El seu propòsit és «l'emancipació integral de Ruanda», «promoció integral i col·lectiva del poble»: Aquestes expressions suggereixen la idea que part de la població de Ruanda, els hutus, estan en una posició més baixa en la que han de sortir, d'aquí l'ús dels termes "promoció" i "alliberament". Quant a l'adjectiu "integral" i "col·lectiu", prenen la idea, moderada, que són tots els ruandesos els que estaran en igualtat de condicions: els hutus no han de substituir els tutsis en una nova relació de dominació. A més, els autors afirmen clarament que la motivació que els va impulsar a escriure aquest Manifest és «un desig constructiu i un desig sa de col·laboració».
Les demandes socials i polítiques es troben en la tercera part del Manifest. Aquest és, efectivament, estructurat en tres eixos: el primer es titula «Objeccions pretextades contra la promoció muhutu», el segon «Quin és el problema racial indígena?» I la tercera «Proposta de Solucions Immediates». Aquesta tercera part també és la més desenvolupada del Manifest. Els autors van agrupar les seves reclamacions d'igualtat en quatre categories àmplies. «La primera solució és un "esperit"» diuen: la idea aquí defensada és que les elits no només es troben entre els tutsis sinó també entre els hutus. La segona categoria de reclamacions són les « qüestions d'ordre econòmic i social»: els autors sol·liciten l'eliminació de servituds «el reconeixement legal de la propietat individual de la terra», un «Fons de Crèdit Rural» per desenvolupar «iniciatives rurals». La llibertat d'expressió es classifica en aquesta categoria de reclamacions. Les demandes d'ordre "polític" són el tercer grup de reivindicacions: els autors volen que les "lleis i costums estiguin codificades", "promoció dels hutus al servei públic", la «composició del Consell del país per les diputacions de chefferies», i això « sense excloure els europeus » : de fet, els europeus que es van establir permanentment a Ruanda tenen interessos a defensar. Així, en aquesta tercera categoria de reclamacions, es defensa la igualtat de drets i la igualtat davant la llei per a tothom, inclosos els europeus. La quarta categoria de demandes es refereix a "educació": s'ha de supervisar l'ensenyament i l'adjudicació de beques, s'ha d'admetre en l'educació superior "a tantes persones com sigui possible", s'ha de desenvolupar l'ensenyament professional i tècnic i és important exercir "una ocupació manual pels nens que no accedeixin a l'etapa secundària". També són defensades la igualtat d'oportunitats per a tothom.
Finalment, aquestes reivindicacions d'afegir el rebuig de la supressió dels documents oficials per les paraules "hutu" i "tutsi", ja que, segons els autors, aquesta mesura evitaria "la llei estadística pot establir la veritat dels fets": en altres paraules, aquestes mencions permeten als hutus mostrar la seva força demogràfica i així demostrar que són la majoria a Ruanda.
Per tant, les afirmacions expressades en el "Manifest dels Bahutu" semblen bastant moderades. No obstant això, darrere d'aquestes demandes es troba la qüestió hutu-tutsi.

## El colonitzador tutsi és pitjor que l'europeu
El problema hutu-tutsi plantejat en aquest Manifest constitueix una radicalització de l'oposició entre hutus i tutsis.
Es planteja primer per l'oposició que es fa entre dos blocs, un dominant i l'altre dominat. El títol original del Manifest fa referència a un "problema". La paraula està inclosa en el text en dues expressions: el "problema fonamental mututsi-muhutu" i "un problema tan greu." La segona part defineix el "problema" com un "monopoli polític [dels tutsis] que esdevé un monopoli econòmic i social; monopoli polític, econòmic i social que […] aconsegueix ser un monopoli cultural". Els hutus apareixen aleshores com explotats pels tutsis.
En el Manifest, els hutu encara són considerats inferiors i dominats pels tutsi. Per tant, el "monopoli" dels tutsis és "molt gran malgrat els bahutus que estan condemnats a romandre treballadors subaltern eterns." Altres expressions reflecteixen la mateixa idea, "la inferioritat econòmica imposada als muhutu", "posicions sistemàticament subordinades on [hutus] són mantinguts", els hutu estan "en una posició eternament inferior". Aquesta posició de submissió en la que es troben els hutus també es pot veure com una posició de dependència. Com a tal, una metàfora recurrent és utilitzada pels autors per tal de traduir aquesta noció de dependència: és la metàfora del remolc. "S'exclou el mètode del remolc blanc-camític-muhutu", el "sistema de remolc" el "remolc camític tradicional", "el remolc dels mututsi" i "És difícil demostrar la necessitat de remolcar perpètuament el muhutu al camita" són totes les instàncies que donen clarament la imatge d'un hutu incapaç, dependent, no autònom i sotmès als tutsis.
Un tema important que es desenvolupa en el Manifest és el del colonialisme tutsi. Per tant, els autors del text es refereixen a una història errònia que fa als hutus víctimes dels colonitzadors tutsis (veure Orígens dels hutus, tutsis i twa). Així, sorgeix l'expressió "colonialisme de dos nivells": es fa evident el colonialisme europeu i el colonialisme tutsi. Fins i tot les expressions més significatives es poden identificar: "La reflexió segueix sent actual: Sense els europeus estaríem condemnats a una explotació més inhumana que abans", es pot legir; "dels dos mals s'han d'elegir el menor", és a dir, el colonialisme europeu; finalment, s'evoca "un pitjor colonialisme dels camites sobre els muhutu". Els tutsis no sols es presenten com a colonitzadors, sinó que a més apareixen com a pitjors que els europeus. És obvia la referència a una història truncada que reposa sobre la idea d'un colonialisme tutsi. Serveix als autors que volen retratar els hutu com a víctimes de l'"explotació" dels tutsis.
Per tant, desenvolupant la idea que els hutus es troben relegats a una posició inferior als tutsis, els autors del manifest no distingeixen entre dos blocs separats: dominants/dominats, colonitzadors/colonitzats/, remolcadors/remolcats. Però la qüestió hutu-tutsi no es planteja només en aquests termes.
És especialment elevat en termes de raça. El títol original és clar: evoca un "problema racial". Al manifest mateix observem una dotzena de concurrència dels termes "raça", "racisme" o "racial". Com a testimoni, per exemple, les expressions "monopoli polític que disposa una raça, els mututsi", "monopoli dels camites sobre les altres races" i "monopoli racista". A més, és possible comptar tretze ocurrències dels termes "camita" o "camitització". Aquestes expressions són utilitzades pels autors per designar els tutsi. Segons la historiografia oficial, aquests últims són del Nil superior. L'ús d'aquestes paraules, per tant, posa l'accent en els supòsits orígens etiòpics dels tutsis i així els permet diferenciar dels hutus: aquests són d'origen bantu, mentre que els tutsis no ho pas. D'una banda es troben els hutus, de l'altra, els tutsis. Els autors fan una distinció entre dos blocs, entre dues poblacions. La distinció hutu-tutsi reposa, per tant, en bases racials. Així Bernard Lugan pot parlar del manifest bahutu com un «manifest l'essència racista».
Aquest Manifest dels bahutu és doncs un text radical perquè fa una distinció entre dos blocs ben definits. Però, sobretot, adopta una concepció racista i és per això que l'oposició hutu-tutsi es radicalitzarà. De fet, la situació no pot evolucionar tranquil·lament en la mesura en què la diferència entre hutus i tutsis és l'ordre racial: les posicions són per tant necessàriament incompatibles.

## Manifest que crea una fractura duradora
En conclusió, les reclamacions expressades fan del Manifest Bahutu un text a priori moderat. No obstant això, la distinció clara entre els hutus i els tutsis condueix a una radicalització de l'oposició entre ells, perquè reposa en una base racial. Aquest Manifest es pot considerar, doncs, com el punt de partida de l'acció política dels hutu. Alguns dels seus autors van fundar partits polítics en els mesos següents a la seva publicació: al juny Kayibanda va crear el Moviment Social Muhutu (que esdevingué Parmehutu en 1959), i al novembre Habyarimana va fundar l'Associació per la Promoció Social de la Massa (APROSOMA).
El Manifest és percebut pels tutsis com una provocació, ja que esmenta dos pobles diferents que viuen a Ruanda, mentre que fins llavors tots els habitants del país eren considerats com a subjectes del "mwami" (el rei de Ruanda). Aquest últim fins i tot va declarar el 12 de juny de 1958, durant el Consell Superior del país (CSP): 
| « | No hi ha cap problema Hutu-Tutsi | » |

.
Però ara es demana la qüestió Hutu-Tutsi. I els temes desenvolupats pel Manifest (el colonialisme tutsi, l'explotació dels hutus, el domini d'una raça ...) són aquells sobre els quals es durà a terme el genocidi ruandès de 1994.